# Emilio Pérez Touriño

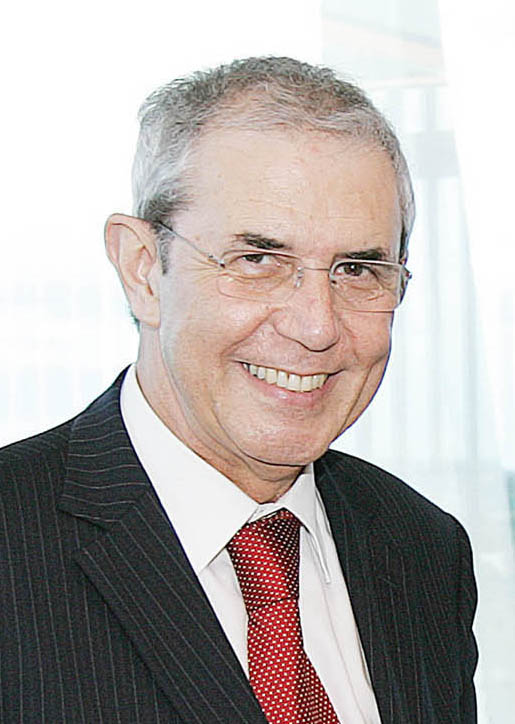
Emilio Pérez Touriño

Emilio Pérez Touriño (* 8. August 1948 in A Coruña, Spanien) ist ein spanischer Wirtschaftswissenschaftler und Politiker. Pérez Touriño ist seit Oktober 1997 Vorsitzender (Secretario Xeral) der galicischen Sozialisten (Partido Socialista de Galicia, PSdeG), der Regionalgliederung der spanischen Sozialistischen Partei (PSOE) in Galicien. Am 29. Juli 2005 wurde er vom galicischen Parlament zum Präsidenten der Xunta de Galicia, der Regierung der spanischen Autonomen Region Galicien, gewählt. Das Amt trat er mit Wirkung zum 2. August 2005 an. Am 16. April 2009 folgte ihm schließlich Alberto Núñez Feijóo vom PPdeG, der Regionalgliederung der spanischen Volkspartei (PP) in Galicien, als Präsidenten der Xunta de Galicia.